# علم اجتماع الجسد

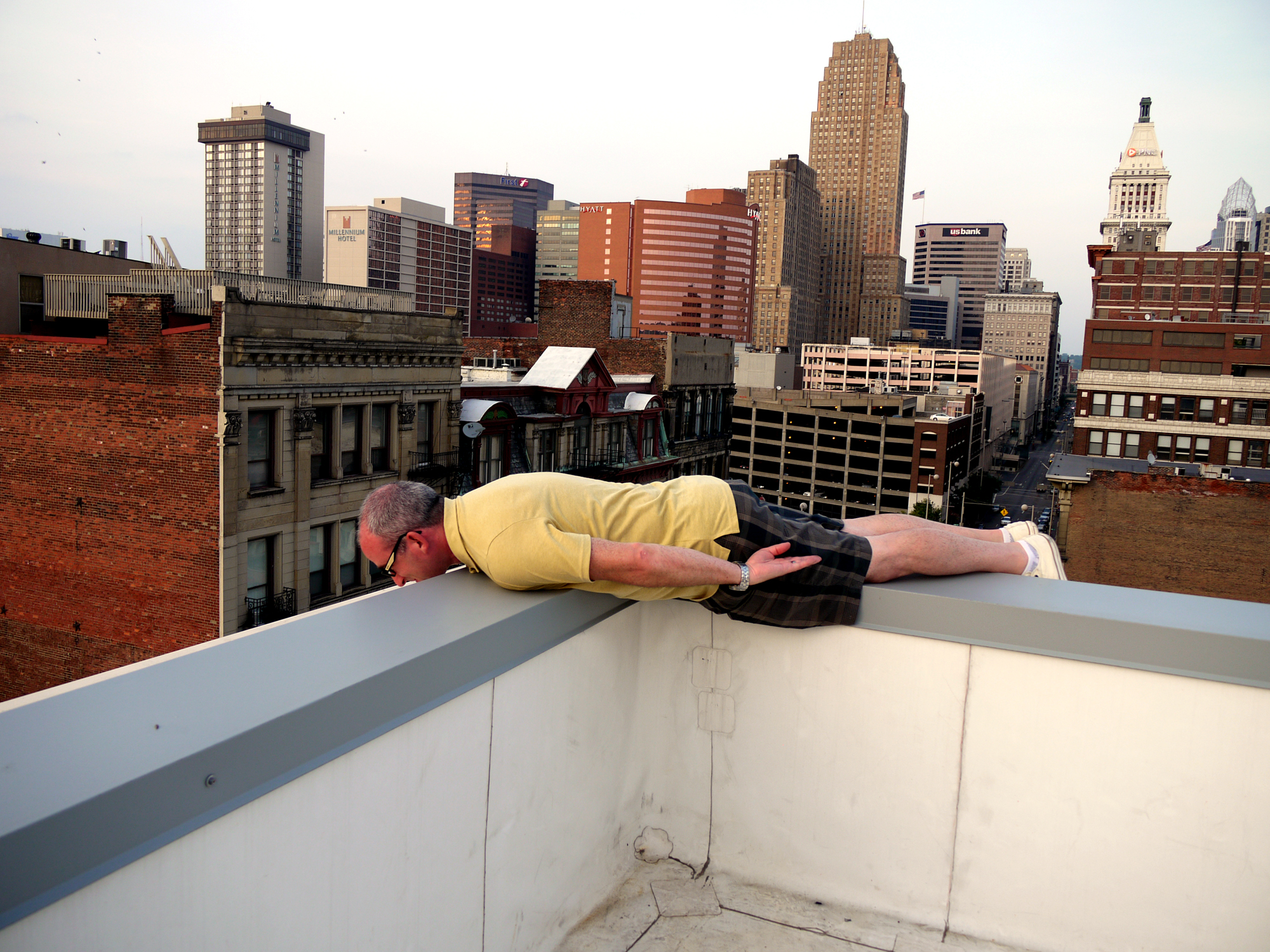
رجل يؤدي وضعية بلانك في ولاية أوهايو الأمريكية، الوضعية التي شاعت في فترة زمنية سابقة.

علم اجتماع الجسد (بالإنجليزية: Sociology of the body)‏ هو فرع من فروع علم الاجتماع يدرس التمثيلات والاستخدامات الاجتماعية لجسم الإنسان في المجتمعات الحديثة.

## النظريات المبكرة
وفقًا لتوماس لاكور [الإنجليزية] كان النموذج السائد للفهم الاجتماعي للجسد قبل القرن الثامن عشر هو "نموذج الجنس الواحد والجنسين الاثنين [الإنجليزية]". وبموجب هذا النموذج، كان هناك نموذج واحد للجسد يختلف بين الجنسين والجنسيات، على سبيل المثال، كان ينظر إلى المهبل ببساطة على أنه نسخة ضعيفة من القضيب وكان يعتقد حتى أن المهبل يفرز حيوانات منوية. تغيّر هذا المفهوم بسبب التنوير.
وفي القرن السادس عشر، بدأت أوروبا المشاركة في تجارة الرقيق، ومن أجل تبرير ذلك، أنتجت كمية كبيرة من الأدبيات التي تُظهر الجنس المنحرف والوحشية للأفارقة (فانون، 1976). وفي القرن الثامن عشر، أصبحت أفكار المساواة والحقوق العالمية وغير القابلة للتصرف هي القاعدة الفكرية. ومع ذلك، لم يتمكنوا من تبرير تبعية النساء ضمن هذه النظرية. لتفسير هذه الأفكار، ظهر مفهوم قابلية المقايسة البيولوجي. وهذا يدعي بشكل أساسي أن الجنسين والجنسيات المختلفة تُكييف بشكل أفضل لمهام مختلفة ويمكن أن تظهر بالتالي ضرورة التمييز والاستعباد. على سبيل المثال، استخدمت ممارسة قياس حجم الجمجمة [الإنجليزية] لإظهار أن الأشخاص من أصل أفريقي هم أقل تطوراً من أولئك الذين هم من أصل أوروبي (غولد، 1981).
وقد اقترن هذا أيضًا بالتطورات التكنولوجية التي كانت تجري، مما أدى إلى رؤية الناس للجسد بوصفه آلة وبالتالي يمكن فهمه وتصنيفه وقابليته للإصلاح، وكان أحد الأمثلة الأولى على ذلك عمل ويليام هارفي في أوائل القرن السابع عشر.
كان الانقسام الديكارتي من المجالات الرئيسية الأخرى للتطور. رأى العقل والجسد منفصلين وأدى إلى مبدأ التفاعل بين الاثنين كونه نظرية مقبولة على الجسد حتى تطور النهج البنيوي في القرن العشرين.

## أهمية دراسة الجسد
من بين التقاليد الاجتماعية المرتبطة بالجسد، يأتي التقليد الاجتماعي للصحة والمرض على رأس القائمة. وذلك لأن المرض يمكن أن يؤدي بوضوح إلى تقليل مستوى الوظائف الطبيعية للجسم. وبالإضافة إلى ذلك، يعتقد الناس في المجتمع بشكل متزايد أن الوقاية من الأمراض تتطلب القيام بأنشطة تساعد على الحفاظ على صحة الجسم (مثل اتباع نظام غذائي صحي وممارسة التمارين الرياضية)، بالإضافة إلى تجنب أي شيء يمكن أن يتسبب في تلف الجسم، مثل التدخين. وعلاوة على ذلك، أصبحت العلوم الطبية قادرة الآن على تغيير أجسادنا من خلال الجراحة التجميلية، وزراعة الأعضاء، ووسائل الإنجاب وحتى تغيير هيكل الجينات في جنين غير مولود.

## الممارسات الجسدية التاريخية
يعمل كثير من الباحثين في فرنسا في هذا المجال. وربما كان أولهم جان ماري بروهم الذي كتب كتابًا بعنوان "الجسد والسياسة" في عام 1974 (دالارج). وتبعه العديد من المؤلفين، بينهم جورج فيجاريلو الذي كتب "الجسد المستقيم" في عام 1978، وكريستيان بوسيلو "الرياضة والمجتمع" في عام 1981، وأندريه روش "الاهتمام بالجسد" في عام 1983، وجاك غليز "آثار تاريخ التربية البدنية في القرن العشرين في فرنسا" في عام 1995، و"تحويل الجسد إلى أداة" في عام 1997. موضوع مرتبط بشكل خاص بالروابط بين الكلمات والجسد.
وتنشر مجلات مختلفة أوراق بحثية في هذا المجال في فرنسا، مثل مجلة "ستابس" الدولية لعلوم الرياضة والتربية البدنية، ومجلة "كورب وكالتشر" ومجلة "كوربز"، والتي يمكن الاطلاع عليها عبر الإنترنت. ومع ذلك، لم تترجم جميع هذه الأعمال إلى اللغة الإنجليزية، لذلك فإنها تصعب الوصول إليها لمعظم الباحثين الأمريكيين والإنجليز على هذا الموضوع.

## صورة الجسد والاضطرابات ذات الصلة
لقد تأثر علم اجتماع الجسد بعمق بالمجتمع والطريقة التي ينظر بها المجتمع إلى الآخر ،[بحاجة لمصدر] مما أدى بدوره إلى الطريقة التي ينظر بها الناس كأفراد إلى أنفسهم. في أحد طرفي الطيف، هناك اضطرابات في الأكل مثل فقدان الشهية والشره المرضي، ومن ناحية أخرى، هناك وباء متزايد للسمنة، خاصة في الولايات المتحدة. وقد زادت كلا المثاليين بشكل كبير خلال العقود الأخيرة، نتيجةً جزئياً لتغطية وسائل الإعلام الجماهيرية المتزايدة، التي تعرض معايير داخل المجتمع والضغوط المتزايدة للشكل والشعور بطريقة معينة.
- فقدان الشهية، وهو اضطراب يُعرَّف غالبًا بأنه "انخفاض ملحوظ في الشهية أو نفور كامل من الطعام" (تعريف فقدان الشهية، 2003).[3] غالبًا ما يكون هذا هو الاضطراب الوحيد الذي أدى إلى زيادة كبيرة في الأفراد النحيفين إلى جانب التمرين المفرط. جنباً إلى جنب مع فقدان الشهية، الشره المرضي، "اضطراب يمكن تعريفه على أنه نوبات من الإفراط في الإفراط في تناول الطعام (الأكل بنهم) يتبعها طرق غير مناسبة للتحكم في الوزن، مثل التقيؤ الذاتي (التطهير)، وإساءة استخدام المسهلات ومدرات البول، أو الإفراط في التمرين "كان أيضًا أسلوبًا متزايدًا يستخدمه الأفراد في جميع أنحاء العالم في الكفاح من أجل البقاء في بعض الأحيان ضعيفًا مميتًا (تعريف الشره المرضي 2003).[4] كلا الاضطرابين متجذرين في مشاعر العار والرغبة في السيطرة على الجسد الخاص بالفرد (جيدنز، دونير، أبيلبوم، وكار 2009).[5] يشعر الشخص بالنقص والعيوب، وقد يعاني من القلق حول كيفية تصور الآخرين له، مما يجعله يركز على مشاعره تجاه جسده. وفي هذه المرحلة، يصبح فقدان الوزن وسيلة لجعل كل شيء على ما يرام في عالمه. وحقيقة أن لدينا استقلالًا شديدًا على أجسادنا في الماضي يعرضنا لإمكانيات إيجابية وأيضًا للقلق والمشاكل الجديدة (جيدنز، دونير، أبيلبوم، وكار 2009).[5]
- هذه الفكرة هي ما يسميه علماء الاجتماع "التنشئة الاجتماعية للطبيعة"، وهي ظاهرة اعتادت أن تكون "طبيعية"، أو معطاة في الطبيعة، وأصبحت الآن اجتماعية وتعتمد على قراراتنا الاجتماعية.[5]
- أصبحت السمنة، وهي الحالة التي يكون فيها المرء فوق الوزن الطبيعي، الطرف الآخر للأفكار المشوهة حول صورة الجسم (تعريف السمنة، 2001).[6] وفقًا لمراكز السيطرة على الأمراض، فإن ما يقرب من 60% من الأمريكيين البالغين يعانون من زيادة الوزن الآن، ونحو 6.5% من الأطفال الأمريكيين الذين تتراوح أعمارهم بين 6 و11 عامًا إلى جانب 5% من الأعمار من الثانية عشرة إلى التاسعة عشرة يعانون من زيادة الوزن (جيدينز، دونير، أبيلباوم، وكار 2009).[5] تختلف الأسباب التي يُعتقد أنها وراء السمنة على نطاق واسع وغالبًا ما تتم مناقشتها. يعتقد البعض أن الأمر يتعلق بـ "كون السكان أداة إحصائية، يعتقد البعض أن السمنة في مرحلة الطفولة ناتجة عن عوامل تركيبية، ومن ثم يعتقد البعض الآخر أن المشاكل ناتجة عن شيء يسمى" البيئة المسببة للسمنة". يشعر علماء الاجتماع بالحيرة في الغالب في استمرار المواقف السلبية تجاه الأفراد الذين يعانون من زيادة الوزن والسمنة.
- من وجهة نظر العلم الاجتماعي، فإن التفاعلات التي ظهرت بين المجتمع وأفراد البدناء هي أن الأشخاص البدناء أكثر عرضة للتمييز في مجال العمل والتمييز من قبل مقدمي الرعاية الصحية، ومن التحرش اليومي بالاستهزاء والإهانة والعار (جيدنز، دونير، أبيلبوم، وكار 2009).[5]

## الأشخاص الذين أثروا أو تأثروا بعلم اجتماع الجسد
- بيير بورديو
- جوديث بتلر
- بيتر كونراد
- ماري دوغلاس
- نوربرت الياس
- فرانز فانون
- ميشال فوكو
- إرفينغ غوفمان
- دونا هارواي
- جوليا كريستيفا
- ديبورا لوبتون
- آن أوكلي
- سوزي أورباخ
- نيكولاس روز
- باربرا كاتز روثمان
- دوروثي إي سميث
- بريان تورنر

## أنظر أيضاً
- علم اجتماع الصحة والمرض، وهو مجال فرعي من علم الاجتماع تتمثل إحدى خصائصه في أنه يتفاعل مع علم اجتماع الجسم أكثر مما يتفاعل مع علم الاجتماع الطبي.